# Wagrie

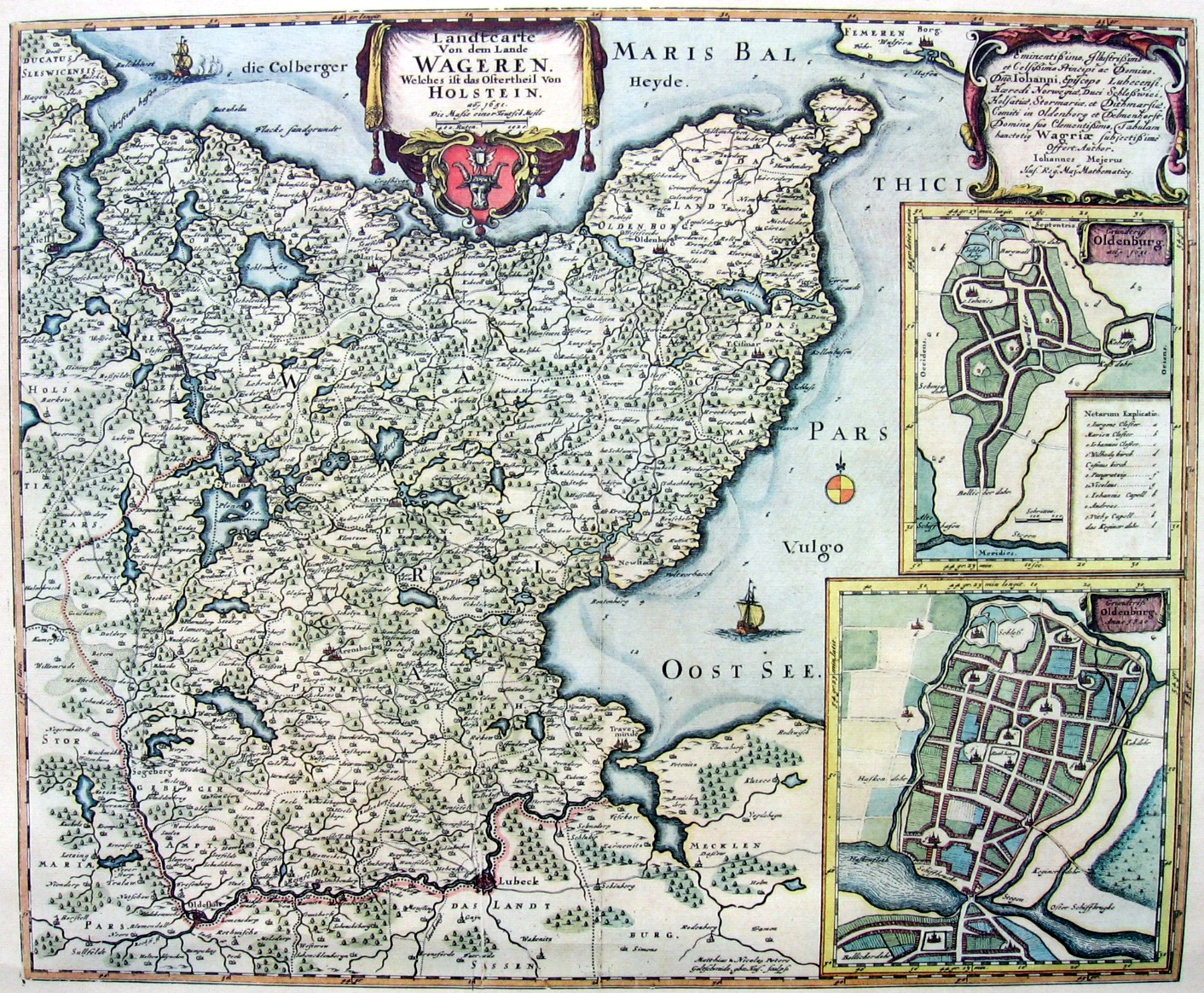
Carte historique de la Wagrie (vers 1682-1688).

La Wagrie (Wagrien, Waierland ou Wagerland en allemand) est la partie nord-est du Holstein, dans l'État allemand du Schleswig-Holstein, correspondant approximativement aux districts de Plön et d'Ostholstein. Le mot « Wagrie » est dérivé de la tribu slave léchite des Wagriens.

## Géographie

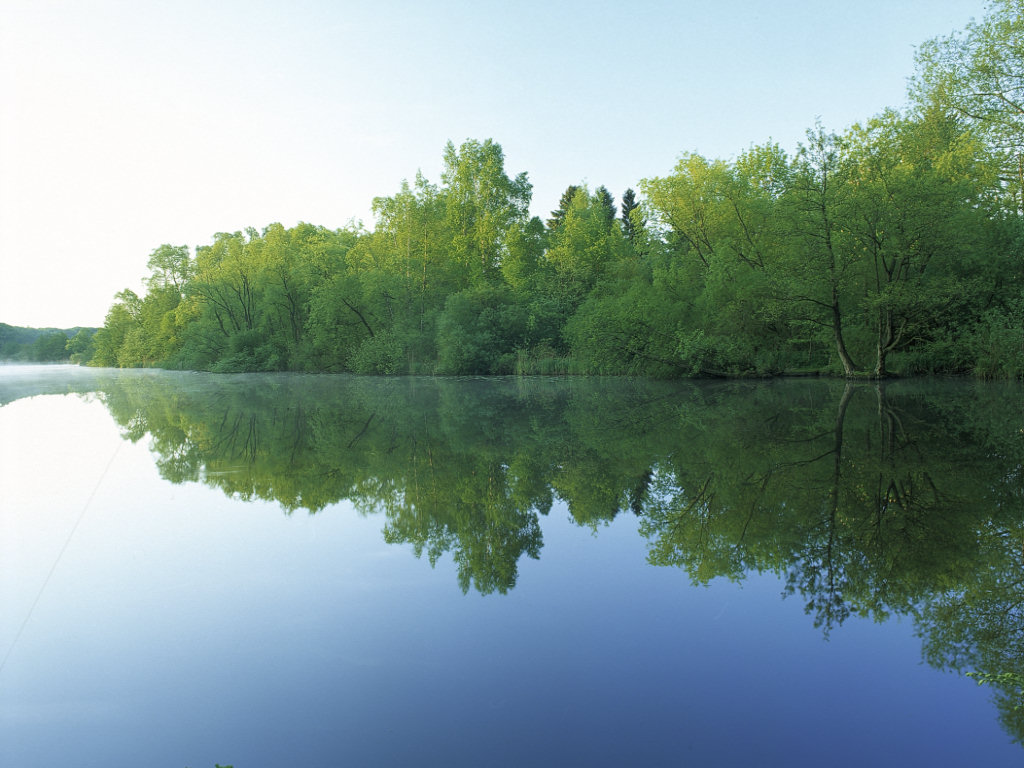
La Schwentine, rivière frontalière de la Wagrie.

Au Moyen Âge, et comme l'attestent encore les premières cartes modernes, la Wagrie était bordée au nord et à l'est par la mer Baltique, du fjord de Kiel à la baie de Lübeck, et à l'intérieur des terres par les rivières Schwentine et Trave. Aujourd'hui, la Wagrie désigne généralement uniquement la péninsule d'Oldenbourg (Oldenburgische Halbinsel).
Le point culminant de la péninsule est le Bungsberg (168 mètres).

## Histoire

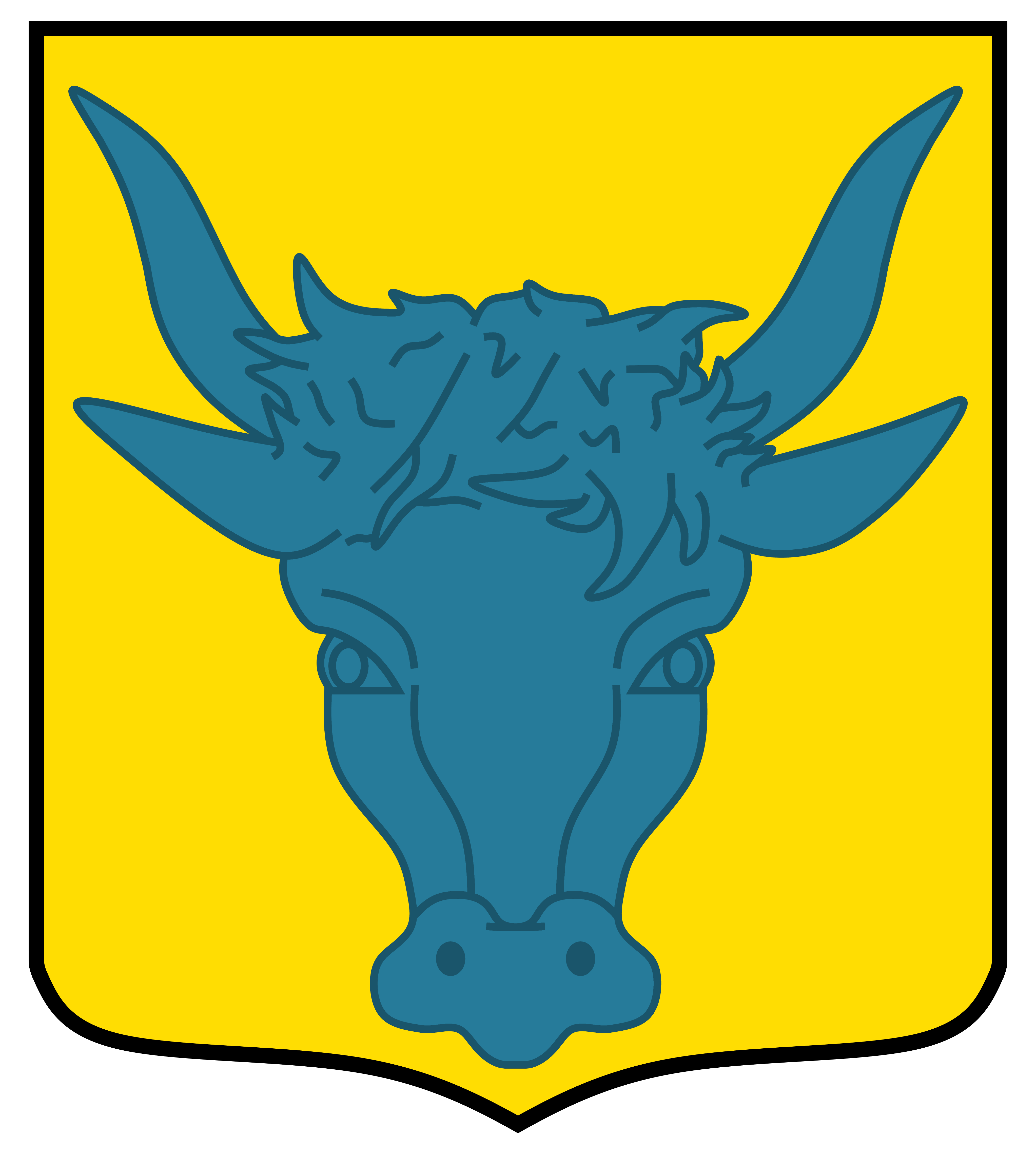
Recréation d'un blason attribué à la Wagrie.

La racine léchitique (slave) du nom, Wagria, désignait non seulement la péninsule dite wagrienne actuelle, mais toute la région comprise entre le fjord de Kiel, le cours moyen de la Trave et le cours inférieur de la rivière ; une région portant ce nom est mentionnée au moins dès le VIIIe siècle. Le château des Wagriens occupait une position centrale à Oldenbourg en Holstein (alors appelé Starigard, ou « Vieux Château ») ; ses remparts existent toujours. Les villes importantes de Wagrie étaient Oldenbourg, Lübeck (Liubice) et Plön (Plune).
En 1143, selon le récit du chroniqueur contemporain Helmold de Bosau, le comte Adolphe II de Schauenburg et Holstein introduisit des colons allemands dans cette terre jusque-là polabe, venant non seulement de ses propres territoires de Holstein et Stormarn (en), mais aussi de Westphalie et de Hollande, afin de développer la terre de Wagrie (ce dans le cadre de l'expansion allemande vers l'est) :
Puis, un nombre incalculable de personnes de différentes tribus partirent, emmenant avec elles leurs familles et leurs biens, et accompagnèrent le comte Adolphe en Wagrie pour prendre possession de la terre promise. Initialement, les Holsten reçurent la zone la plus abritée à l'ouest de Segeberg, sur la Trave, sur la plaine inondable de la Schwentine et sur tout le territoire, de la Schwale au Grimmelsberg et au lac de Ploen. La région de Dargun fut colonisée par les Westphaliens, la région d'Eutin par les Hollandais et la région de Süsel par les Frisons. La région de Plön resta cependant inhabitée. Il autorisa la colonisation d'Oldenbourg, de Lütjenburg et d'autres régions côtières par les Slaves, qui devaient lui payer des impôts.
Les Slaves locaux ont donc également été impliqués dans cette expansion ou ce développement.

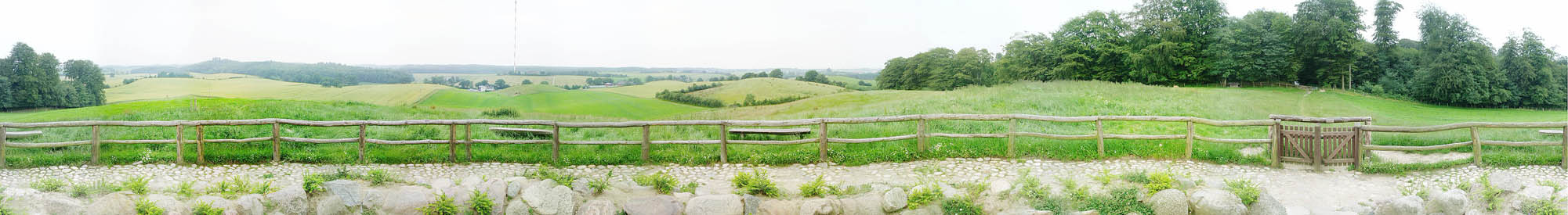
Vue depuis le point culminant de la péninsule, le Bungsberg, sur le paysage oriental de la Wagrie.